# Lăpuștești
Lăpuștești – wieś w Rumunii, w okręgu Kluż, w gminie Rișca. W 2011 roku liczyła 73 mieszkańców.